# The American Journal of Medicine
The American Journal of Medicine (AJM) (conhecido como The Green Journal, em português: o jornal verde), criado em 1946, é um periódico médico revisado por pares e o jornal oficial da Alliance for Academic Internal Medicine, um grupo de prestígio que compõe cadeiras do departamento de medicina interna em mais de 125 escolas médicas nos Estados Unidos da América. A revista é publicada mensalmente pela Elsevier sob seu selo Excerpta Medica.
O periódico possui um CiteScore de 5,2 (2020), um fator de impacto de 4 965 (2020), e o fator de impacto de 5 anos é de 6 011 de acordo com o Journal Citation Reports.

## Editores-chefes
Joseph S. Alpert (University of Arizona College of Medicine) tornou-se editor-chefe da revista em 2005. Naquela época, o escritório editorial mudou-se para Tucson, Arizona.